# Caratella
La caratella, caretella, carretto o carrettino (il nome varia a seconda della regione e da dialetto a dialetto), nasce come gioco per bambini. In sostanza è un veicolo semplice, privo di motore e talvolta anche di freni, usato soltanto in discesa. È paragonabile alla "soap box" da cui deriva la competizione "Soap Box Rally".
Tradizionalmente costruita partendo a un ramo verde (ancora "fresco"), di giuste proporzioni, spaccato e aperto ad un'estremità per creare una sorta di "forcellone" per inserirci l'asse delle ruote posterioni. All'estremità intera del ramo veniva inserito un perno per poter girare lo sterzo. Lo sterzo, molto rudimentale, consiste in un'asse di legno con alle due estremità le ruote, incernierata al telaio tramite un solo perno. Per poter svoltare vengono agganciate i due capi di una corda a creare una "U" sull'asse di legno dello sterzo, in modo tale da fare girare il veicolo a sinistra o a destra quando viene tirato il capo della corda corrispondente.
Le ruote consistevano in dischi di legno con un cerchio di ferro all'esterno, per limitare l'usura della ruota. I freni erano anch'essi poco tecnologici e di facile costruzione: erano molto spesso bastoni legati al telaio ed inclinati verso l'asse posteriore. Quando si voleva frenare non si doveva fare altro che tirare verso l'alto la parte anteriore del bastone, che abbassando la parte posteriore, la portava a strisciare contro il fondo stradale. Successivamente come ruote vennero utilizzati cuscinetti, grazie alla loro versailità e agli attriti molto bassi. Negli ultimi decenni queste caratelle tradizionali non sono più usate e nelle competizioni vengono circoscritte ad una loro categoria.